# Rolls-Royce Kestrel
El Rolls-Royce Kestrel ( o tipo F ) fue un motor aeronáutico V-12 de 21,25 l fabricado por la compañía Rolls-Royce. Fue su primer motor de bloque fundido siendo el patrón para la mayoría de sus futuros diseños de motores de pistón. Utilizado durante el período de entreguerras, se instaló en varios cazas y bombarderos británicos de la época, incluida la familia Hawker Hart , Hawker Fury, y el Handley Page Heyford. El motor Kestrel también se vendió para ser usado por prototipos de otras compañías constructoras de aviones; en esta función se utilizó para propulsar entre otros los prototipos del Messerschmitt Bf 109 y del bombardero en picado Junkers Ju 87, ya que el motor Junkers Jumo 210 previsto para propulsarlos no estaba listo para ser instalado. Varios ejemplares del motor Kestrel siguen estando en condiciones de vuelo en la actualidad.

## Diseño y desarrollo

### Origen
Los diseños anteriores de motores en línea generalmente se construían sobre un cárter de aluminio fundido, con los cilindros de acero mecanizados individualmente y atornillados en la parte superior. Dadas las fuerzas implicadas, el sistema que conectaba los cilindros al cárter tenía que ser robusto, añadiendo peso y, en conjunto, el motor dependía de la estructura del cárter para mantenerse unido.
Entre otros muchos logros y récords, el biplano de competición Curtiss CR ganó el Trofeo Schneider de 1923. El CR estaba propulsado por el innovador motor Curtiss D-12 recientemente introducido que, reemplazó los cilindros individuales con un bloque de aluminio fundido; lo que le dio mucha mayor resistencia, permitiendo que el resto del motor se simplificara enormemente, haciéndolo mucho más liviano en general, además de más fácil de ensamblar, ya que las dos partes simplemente se atornillaban en una sola operación. También fue fácil convertir las líneas de montaje existentes al nuevo sistema, ya que los bloques fundidos ya se estaban produciendo para el cárter y todo lo que se necesitaba eran máquinas nuevas para fresar los bloques con la precisión necesaria para el ajuste de los pistones.
El Curtiss D-12 fue uno de los motores más potentes de su época, y continuó intercambiando récords con otros motores contemporáneos de alta potencia como el Napier Lion. En ese momento, ninguno de los fabricantes británicos de motores aeronáuticos podía ofrecer un motor que ofreciera una potencia similar y que además fuera tan ligero y compacto como el D-12. La firma Fairey Aviation Company  importó 50 ejemplares construidos por Curtiss en 1926, denominándolos Fairey Felix..
Arthur Rowledge, diseñador jefe de la compañía D. Napier & Son y diseñador del motor Napier Lion , se unió a Rolls-Royce en 1921 para asumir el cargo de "asistente jefe del Sr. F.H. Royce". Rowledge formó un equipo para introducir un nuevo motor utilizando el bloque fundido, pero se fijó el objetivo de superar al D-12. Esto se lograría utilizando sobrealimentación en todas las altitudes, lo que le permitiría superar a los motores de aspiración natural. Anteriormente, la sobrealimentación (y el turbocompresor) se utilizaban principalmente en diseños de gran altitud para compensar la pérdida de presión del aire ambiente a medida que el avión ascendía y, por tanto, mantener la potencia. Pero con la nueva técnica de construcción, el motor sería tan fuerte que podría sobrealimentarse en todas las altitudes sin sobrecargar los cilindros, permitiendo que un motor más pequeño funcione como si fuera más grande y mejorando así su relación potencia-peso.
El prototipo del motor Kestrel se utilizó por primera vez en 1926 y uno voló por primera vez en 1927, con una potencia nominal de 450 hp (335 kW). El motor normalmente era de tipo aspirado en su forma inicial.

### Sistemas de enfriamiento
Uno de los avances clave en el Kestrel fue el uso del sistema de enfriamiento presurizado. El agua hierve a 100 °C a presión atmosférica a nivel del mar, pero esta temperatura decrece con la altitud. Debido a que la cantidad de calor transportada al exterior del motor es una función de la temperatura y el volumen del refrigerante, si éste debe mantenerse por debajo del punto de ebullición, será necesaria una mayor cantidad de líquido, además de un radiador más grande para enfriarlo. La solución fue presurizar el sistema de enfriamiento totalmente; de este modo no solo se previene una caída en el rendimiento del refrigerante a grandes alturas, también se eleva el punto de ebullición a nivel del mar. El Kestrel fue construido para obtener una presión suficiente para mantener la temperatura de ebullición en alrededor de 150 °C.

### Mejoras

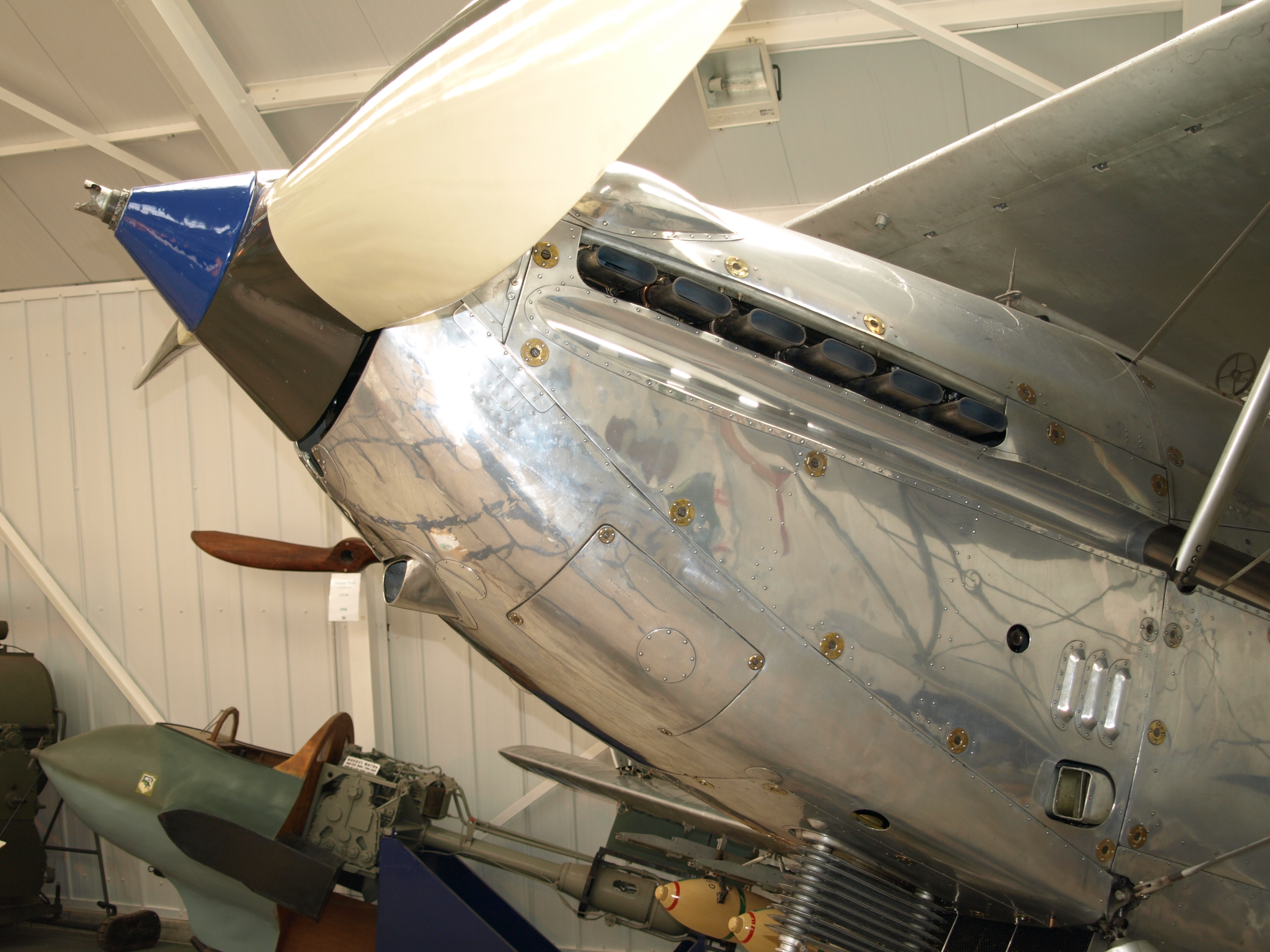
Aerodinámica instalación de un Kestrel en un biplano Hawker Hind.

El motor entró en producción en 1927 con 460 hp (340 kW), el cual fue pronto mejorado con la versión IB a 616 hp (459 kW). Esta variante vio amplio uso en la famosa familia Hawker Hart que dominó el poder aéreo británico a principios de los años 30. Sin embargo, no pasó mucho antes que se mejorara la potencia dramáticamente; el modelo V entregaba 695 hp (518 kW) a 3000 rpm sin cambios en el diseño básico, mientras que el XVI usado en el Miles Master entregaba entre 640/670 hp (480/500 kW). la compañía Messerschmitt también probó su primer prototipo Messerschmitt Bf 109 V1 con un motor Kestrel en 1935 cuando los motores de diseño alemán no estaban listos todavía. El Reichsluftfahrtministerium(RLM) , adquirió cuatro motores Kestrel VI negociando con Rolls-Royce con la entrega de un Heinkel He 70 Blitz como banco de pruebas de motores.
Al aumentar la disponibilidad de gasolina de alto octanaje (100 octanos) a fines de los años 30, permitió al motor aumentar la potencia sin sufrir detonaciones, con lo que el Kestrel, llegó a su límite de 720 hp (537 kW) en el modelo XXX de 1940.
Posteriores desarrollos del Kestrel fueron el Goshawk y el Peregrine (y también el Vulture). En la práctica, los dos últimos citados tuvieron problemas de desarrollo, y ambos fueron cancelados siendo muy pocos los ejemplares construidos.

### Sistema de refrigeración
Un avance clave en el Kestrel fue el uso de un sistema de enfriamiento presurizado. El agua hierve a 100 °C a presión atmosférica estándar, pero esta presión disminuye a medida que aumenta la altitud y, por tanto, el punto de ebullición del agua disminuye con la altitud. La cantidad de calor rechazada por un sistema de refrigeración aire-aire es función de la temperatura y el volumen máximos del refrigerante, por lo que la disminución resultante en la capacidad de refrigeración se convirtió en un factor limitante para la potencia del motor aeronáutico en este período, ya que el refrigerante tiene que ser mantenido por debajo del punto de ebullición.
La solución fue presurizar todo el sistema de refrigeración del motor, elevando así la temperatura a la que herviría el refrigerante; esto no sólo ayuda a mitigar la disminución del rendimiento de refrigeración con la altitud, sino que también permite utilizar un sistema de refrigeración más pequeño en el avión para la misma carga de calor. El Kestrel fue construido para mantener la presión del refrigerante y mantener el punto de ebullición en aproximadamente 150 °C. 

### Variantes
El Kestrel fue producido en 40 variantes distintas, las cuales pueden dividirse en tres grupos principales: aspirados, medio comprimidos, y comprimidos. Una variante, el Kestrel VIII fue configurado como motor impulsor, en lugar de tractor, para el hidrocanoa de patrulla Short Singapore III. Aparte de los compresores, las diferentes variantes se centran en la relación de compresión y en la caja reductora de la hélice.
En las primeras variantes del Kestrel, los motores no sobrealimentados estaban disponibles en dos relaciones de compresión, los motores 'A' tenían una relación de compresión de 6:1 y los motores 'B' una relación de compresión alta de 7:1. El Kestrel fue diseñado para estar equipado con un sobrealimentador accionado por engranajes; en las primeras variantes del Kestrel, los motores 'MS' estaban moderadamente sobrealimentados y los motores 'S' completamente sobrealimentados. Varias variantes de Kestrel se produjeron reconstruyendo o modificando modelos anteriores.
- Kestrel I, FX (1927–28): potencia máxima continua de 460 hp (340 kW), tracción directa giro hélice a izquierda, relación de compresión 6:1. [13]
- Kestrel IA, F.XIA (1927–28): potencia máxima continua de 490 hp (370 kW), tracción tractora con engranaje reductor giro hélice a la derecha, relación de compresión 6:1. La producción de motores nuevos ascendió a 18.[14]
- Kestrel IB, F.XIB (1929–34): potencia máxima de 616 hp (459 kW) a 2700 rpm durante 5 minutos con combustible de 77 octanos, 480 hp (360 kW) de potencia máxima continua. Relación de compresión 7:1. Producidos: 580.[14]
- Kestrel IB3, F.XIB3 (1934): 480 hp (360 kW) de potencia máxima continua, relación de compresión 7:1. Producidos: 92.
- Kestrel IB4, F.XIB4 (1934): 480 hp (360 kW) de potencia máxima continua, relación de compresión 7:1. Producidos: 5.
- Kestrel IB5, F.XIB5 (1934): 480 hp (360 kW) de potencia máxima continua, relación de compresión 7:1. Producidos: 34.[15]
- Kestrel IMS, F.XIMS (1929): 525/535 hp (391/399 kW) de potencia máxima continua, relación de compresión 6:1. Un único ejemplar.
- Kestrel IS, F.XIS (1928–33): potencia máxima continua de 480 hp (360 kW), totalmente sobrealimentado, relación de compresión 6:1. Producción: 9.
- Kestrel IIA, F.XIIA (1927–29): potencia máxima continua de 490 hp (370 kW), relación de compresión 6:1. La producción de motores nuevos ascendió a 31.[15]
- Kestrel IIB, F.XIIB (1933): 490 hp (370 kW) de potencia máxima continua, relación de compresión 7:1. Producción: 20.
- Kestrel IIMS, F.XIIMS (1928–35): potencia máxima de 660 hp (490 kW) a 2700 rpm durante 5 minutos con combustible de 77 octanos, 525/535 hp (391/399 kW) de potencia máxima continua. Tracción tractora, relación de compresión 5,5:1. La producción de motores ascendió a 82.[16]
- Kestrel IIMS.2, F.XIIMS.2 (1933–34): 525/535 hp (391/399 kW) de potencia máxima continua, relación de compresión 6:1. La producción ascendió a 64. [17]
- Kestrel IIMS.5, F.XIIMS.5 (1934) - 656 hp (489 kW) de potencia máxima a 2700 rpm con combustible de 77 octanos, 525/535 hp (391/399 kW) de potencia máxima continua, relación de compresión 6:1. La producción de motores ascendió a 5.
- Kestrel IIMS.6, F.XIIMS.6 (1935) - 525/535 hp (391/399 kW) de potencia máxima continua, relación de compresión 6:1. La producción ascendió a 16.
- Kestrel IIS, F.XIIS (1928–38): potencia máxima de 550 hp (410 kW) con impulso de 1,75 psi (12,1 kPa) a 2750 rpm durante 5 minutos con combustible de 77 octanos, potencia continua máxima de 480 hp (360 kW), relación de compresión 6:1. Normalmente accionaba hélices tractoras, aunque las versiones instaladas en el Gloster TC.33 eran impulsoras.
- Kestrel IIIB, F.XIVB : potencia máxima continua de 480 hp (360 kW), relación de compresión 7:1.
- Kestrel IIIMS, F.XIVMS (1933–35): 515/535 hp (384/399 kW) de potencia máxima continua, relación de compresión 5,5:1. Normalmente  accionaba hélices tractoras, aunque las versiones instaladas en el Short Singapore III eran de propulsión impulsora.
- Kestrel IIIMS.2, F.XIVMS.2 (1933–34): 515/535 hp (384/399 kW) de potencia máxima continua, relación de compresión 6:1. La producción ascendió a 20.
- Kestrel IIIMS.4, F.XIVMS.4 (1934) - 515/535 hp (384/399 kW) de potencia máxima continua, relación de compresión 6:1. La producción ascendió a 16.
- Kestrel IIIMS.6, F.XIVMS.6 (1935): potencia máxima de 650 hp (480 kW) con impulso de 1,5 psi (10 kPa) a 2700 rpm para el despegue o 1 minuto con combustible de 77 octanos, 515/535 hp (384 / 399 kW) potencia máxima continua, relación de compresión 6:1. Producción de 16.
- Kestrel IIIS, F.XIVS (1930–38): potencia máxima de 580 hp (430 kW) con impulso de 1,75 psi (12,1 kPa) a 2700 rpm para el despegue o 1 minuto con combustible de 77 octanos, 480 hp (360 kW) de potencia máxima continua relación de compresión 6:1. La producción ascendió a 71.
- Kestrel IIIS.3, F.XIVS.3 (1934): 480 hp (360 kW) de potencia máxima continua, relación de compresión 6:1. 48 motores.
- Kestrel IV (1935): 645/695 hp (481/518 kW) de potencia máxima continua, totalmente sobrealimentado, relación de compresión 6:1. Se construyó un único motor que se convirtió en el prototipo del Rolls-Royce Goshawk .[17]
- Kestrel V, V Spl. (1933–38): potencia máxima de 742 hp (553 kW) con impulso de 3,5 psi (24 kPa) a 2900 rpm con combustible de 87 octanos, potencia continua máxima de 645/695 hp (481/518 kW). Totalmente sobrealimentado, relación de compresión 6:1. La producción ascendió a 1178 motores. [18]
- Kestrel VDR (1937): potencia máxima de 556 hp (415 kW) con impulso de 2,25 psi (15,5 kPa) a 2350 rpm con combustible de 77 octanos, potencia máxima continua de 492 hp (367 kW). Totalmente sobrealimentado, relación de compresión 6:1.
- Kestrel VI (1934-1936): potencia máxima de 740 hp (550 kW) con impulso de 6 psi (41 kPa) a 2700 rpm para despegue o 1 minuto con combustible de 87 octanos, 665/695 hp (496/518 kW) máximo continuo fuerza. Totalmente sobrealimentado, relación de compresión 6:1; 258 motores.
- Kestrel VII : 675/700 hp (503/522 kW) de potencia máxima continua, medio sobrealimentado, relación de compresión 6:1. [19]
- Kestrel VIII (1936–37): potencia continua máxima de 675/700 hp (503/522 kW), accionamiento de empuje, medio sobrealimentado, relación de compresión 6:1. La producción ascendió a 133, de los que algunos se convirtieron posteriormente en propulsores para el Short Singapore III .
- Kestrel IX (1934–37): potencia máxima continua de 675/700 hp (503/522 kW), tracción tractora, medio sobrealimentado, relación de compresión 6:1. La producción ascendió a 136.
- Kestrel X (1934–37): potencia máxima de 636 hp (474 kW) a 2900 rpm durante 5 minutos con combustible de 87 octanos, 520/545 hp (388/406 kW) de potencia máxima continua. Relación de compresión 7:1. Producción de 1161 unidades.
- Kestrel XDR (1937): 500/525 hp (373/391 kW) de potencia máxima continua, relación de compresión 7:1.
- Kestrel XI (1935–36): 520/545 hp (388/406 kW) de potencia máxima continua, relación de compresión 7:1. La producción ascendió a 55 unidades.
- Kestrel XII : 520 / 545 hp (388 / 406 kW) de potencia máxima continua, relación de compresión 7:1.
- Kestrel XIV : 640/670 hp (480/500 kW) de potencia máxima continua, totalmente sobrealimentado, relación de compresión 6:1.
- Kestrel XV : 640/670 hp (480/500 kW) de potencia máxima continua, totalmente sobrealimentado, relación de compresión 6:1.
- Kestrel XVI, XVI Spl. (1936–38): 640/670 hp (480/500 kW) de potencia máxima continua, completamente sobrealimentado, relación de compresión 6:1. Producción de 95 unidades.
- Kestrel XVI (DR) (1937): 640/670 hp (480/500 kW) de potencia máxima continua, totalmente sobrealimentado, relación de compresión 6:1.
- Kestrel XVI (VP) (1937): potencia máxima de 773 bhp (576 kW) con impulso de 22,4 kPa a 3000 rpm durante 5 minutos con combustible de 87 octanos, potencia máxima continua de 640/670 hp (480/500 kW). Totalmente sobrealimentado, relación de compresión 6:1. Conversión de un Mk V para el Miles Kestrel .[19]
- Kestrel XXX (1938): potencia máxima de 720 hp (540 kW) con impulso de 34 kPa 5 psi a 2750 rpm para el despegue o un minuto con combustible de 87 octanos. Totalmente sobrealimentado, relación de compresión 6,2:1. Variante final del Kestrel instalada en el Miles Master , se fabricaron reconstruyendo Kestrel más antiguos, generalmente Mk V y Mk XVI, con componentes actualizados.[20]

## Mayor desarrollo
Durante 1927, una vez que se completó el prototipo del Kestrel, se concibió la necesidad de un motor más grande y potente para su uso en hidroaviones, y se inició el desarrollo de un motor que utilizaba un diámetro de cilindro de 6", en comparación con los 5" del Kestrel. Este se convirtió en el Rolls-Royce Buzzard . El motor Buzzard (o "H") se modificó aún más para su uso en el Trofeo Schneider como motor Rolls-Royce R instalado en los famosos hidroaviones  Supermarine. En 1935 el diseño del Kestrel se utilizó como base para desarrollar el Rolls-Royce Merlin.
El diseño del Kestrel IV se utilizó como base para el Rolls-Royce Goshawk, sin embargo, los aviones que debían equiparse con el motor Goshawk fueron cancelados, por lo que el proyecto fue descartado.
El Kestrel también se utilizó como base para el Rolls-Royce Peregrine (y por lo tanto para el Rolls-Royce Vulture ), todos utilizando el mismo diámetro de pistón de 5" y carrera de pistón de 5,5". En la práctica, el desarrollo de los motores Peregrine y Vulture se redujo, antes de finalmente cancelarse, para permitir mayores recursos en el desarrollo del motor Merlin durante la guerra.
Como respuesta a los sistemas de inyección de combustible desarrollados por Bosch, en 1936 se equipó un motor Kestrel con un sistema de carburador presurizado para mejorar el suministro de combustible a gran altura. Se consideró que el comportamiento resultante del motor durante las pruebas de vuelo realizadas en el Royal Aircraft Establishment era "... uno de los motores más suaves que habían utilizado a gran altura".

## Aplicaciones
Note:
Aeroplanos
- Arado Ar 67
- Avro Antelope
- Blackburn Nautilus
- Blackburn Sydney
- Fairey Fleetwing
- Fairey Hendon
- Fokker D.XVII
- Gloster Gnatsnapper III
- Gloster TC.33
- Handley Page Heyford
- Handley Page W.8g
- Hawker Audax
- Hawker Demon
- Hawker Fury
- Hawker Hardy
- Hawker Hart
- Hawker Hartbees
- Hawker Hind
- Hawker Hornet
- Hawker Nimrod
- Hawker Osprey
- Heinkel He 70G-1
- Heinkel He 112 V1´
- Heinkel He 118 V1
- Henschel Hs 122 V1
- Junkers Ju 87 V1
- Messerschmitt Bf 109 V1
- Miles Master
- Miles Kestrel
- Parnall Pipit
- Praga E-45
- Renard R.31
- Saunders A.10
- Short Gurnard
- Short Singapore III
- Supermarine Scapa
- Supermarine Southampton
- Vickers Type 141
- Vickers Vanox
- Vickers Type 163
- Westland Wizard

Otros usos (automóvil diseñado para batir récords de velocidad)
- Speed of the Wind

## Sobrevivientes
- Hawker Hind operado por su propietario, la Shuttleworth Collection, y vuela regularmente en los meses de verano.
- Hawker Demon de propiedad privada, también reside con la Shuttleworth Collection y es el último ejemplar en condiciones de vuelo de su tipo. Ambos aviones tienen instalados un Rolls Royce Kestrel V.[24]

## Motores en exposición

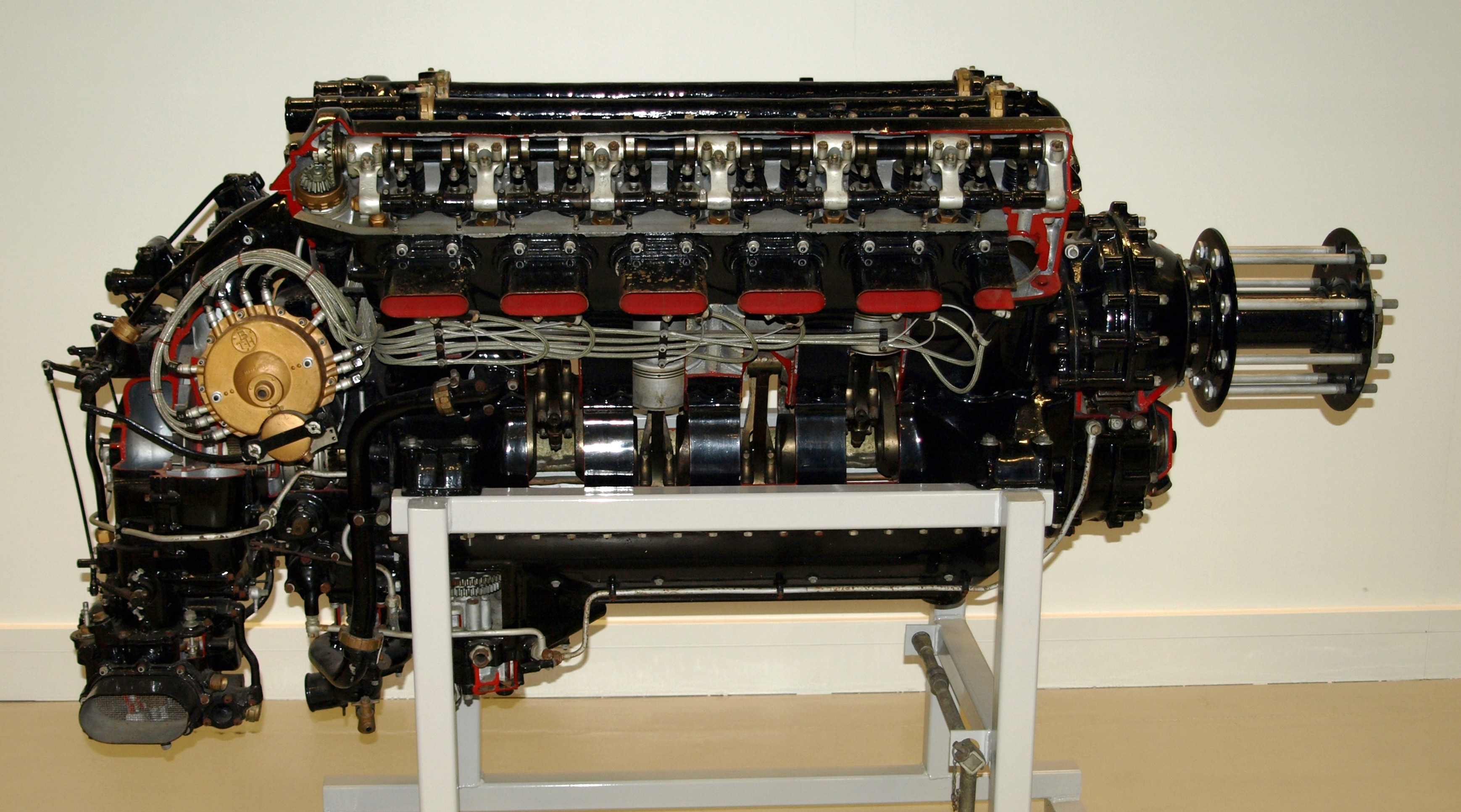

Ejemplares preservados del motor Kestrel están en exhibición en: 
- Imperial War Museum , Duxford
- Royal Air Force Museum London - Rolls Royce Kestrel IB
- Royal Air Force Museum (Cosford) - Rolls-Royce Kestrel XVI
- Brooklands Museum, Weybridge , Surrey
- Muzeum Lotnictwa Polskiego, Cracovia - Rolls-Royce Kestrel IIS
- Luchtvaartmuseum Aviodrome, Lelystad, Países Bajos - Rolls Royce Kestrel XI

## Especificaciones (Kestrel V)
Datos de: Lumsden
- Tipo: 12 cilindros en V a 90°, comprimido, enfriado por líquido.
- Diámetro: 127 mm
- Carrera: 140 mm
- Cilindrada: 21 250 cc
- Largo: 1895 mm
- Ancho: 620 mm
- Alto: 905 mm
- Peso: 434 kg
- Válvulas: cuatro por cilindro, dos de escape y dos de admisión
- Compresor: centrífugo
- Alimentación: Carburador Rolls-Royce
- Combustible: gasolina de 87 octanos
- Refrigeración: por líquido, presurizado a 150 °C
- Potencia:
  - 685 hp (511 kW) a 2 240 rpm para el despegue
  - 631 hp (471 kW) a 2 900 rpm a 4400 m
- Compresión: 6:1
- Potencia/cilindrada: 24 kW/l
- Potencia/peso: 1,18 kW/kg
- Consumo de aceite: 7-13 g/(kW/h))
- Reducción: 0,553:1